# Zマジンガー
『Zマジンガー』（ゼットマジンガー）は、永井豪作の漫画、およびその作中で主人公が乗り込む巨大ロボットの名称。1998年から講談社『マガジンスペシャル』誌上にて連載。単行本は全5巻。

## 概要
単行本第1巻のあとがきによれば、『マジンガーZ』が漫画作品としては完結していないことを踏まえて企画された作品であり、『マジンガーZ』の完成版を目指したとされる。当時は『マジンガーZ』以外にも複数の連載を持っていたことや、『デビルマン』に力を入れすぎてしまったため、漫画としての『マジンガーZ』の出来には不満が残っていたとのこと。
設定は大きく見直され、マジンガーZの主要な設定だった光子力や超合金Zは登場せず、ミケーネ帝国の設定がそのままギリシャ神話をモチーフにした「超次元宇宙オリンポス」に変更された。
しかし、上述した作者の企画意図に反して、結局オリンポスとの戦いの結果を描く前に「第一部完」として未完におわった。当初はテレビアニメ化も予定されパイロットフィルムも制作されたが、企画は頓挫している。

## あらすじ
日本の背臼山（せうすやま）から、4千年以上前のギリシャ様式による古代建築物が発見され、考古学史を揺るがす大騒動となった。とある高校の古代史研究会に所属する弓さやかは、幼馴染の兜甲児らと見学に行った。
さやかの父・弓弦之助はノーベル賞受賞のロボット工学の権威である。また、ハイパーサイエンスファウンデーション（以下、HSF）を運営する科学者および各種学界に知られた名士でもあった。そのため一行は、一般人が立ち入れない遺跡の傍らまで接近できたが、その時、局地的な地震発生により遺跡の一部が崩落し兜甲児が転落してしまう。
この地震は、かつて超次元宇宙オリンポスの侵略から地球を守ろうとし倒れ地下に眠っていたZ神（ゼウス）の胎動であった。地下でZ神と出会った甲児は死にゆくZ神の頭脳体からZ神のボディーを託される。一方、地球人でありながら超次元宇宙オリンポスの神々の帝国（ゴッズ・エンパイア）に同調し地球征服をたくらむDr.地獄（ヘル）は地獄の巨人ヘル・ギガンテスと一体化。月の裏側の基地で冥王ハデスに仕えていた。Z神の復活にともない宇宙より飛来した巨大ロボット機械獣は地球侵攻を開始する。兜甲児の操るZ神は鎧をぼろぼろにされながらも機械獣を倒した。
Z神のボディーはHSFにて改修が行なわれ、地球の守護神、Zマジンガーとして復活を遂げたのだった。

## キャラクタ ー

### 地球人
兜甲児（かぶと こうじ）
本作の主人公。17歳高校生という設定は変わらずだが、より現代的なキャラクターとなり、サッカー部に所属する茶髪の少年となっている。家族は母と姉と妹が2人。母は兜流格闘術の達人であり、父は兜流剣法の十七代目宗家。父親は5年前に行方不明となっている。Z神のボディーを操ることができる唯一の地球人である。そのため17歳にして3年間10億円の契約で国に雇われることとなった（ただし、その契約金はすべて母親や姉達に持っていかれ、甲児本人は全く使えない）。
兜刀子（かぶと とうこ）
兜流格闘術十七代目宗家であり甲児の母。戦国時代に生まれた各種武術を伝える兜家に生まれ、3人の子どもを女手一つで育てていた。実年齢より若く見え、格闘家と思えないほどスタイルが良く俗っぽい。甲児の契約金のうち8割を持っていった。ボスに甲児の姉と誤認された際、喜びの余り「勝利の咆哮」を上げている。
兜はがね（かぶと はがね）
甲児の妹。年齢不詳。甲児の契約金1割を持っていった。
兜鉄子
甲児の姉。母である刀子の容姿に酷似している。甲児の契約金1割を持っていった。
弓さやか（ゆみ さやか）
兜甲児の幼馴染。ノーベル賞を受賞したロボット工学の権威、弓弦之助の娘。甲児と同じ高校に通い、周囲も公認の仲である。本作では終盤に女性型ロボット（アフロディアの亡骸）に搭乗する。おてんばで気が強い黒髪ロングストレートヘアの少女。
弓弦之助（ゆみ げんのすけ）
東京湾に浮かぶ人工島ハイパーサイエンスファウンデーションを運営する科学者。ロボット工学を専門としている。本作では眼鏡をかけていない精悍なイメージで描かれている。Z神のボディーを改修しZマジンガーとしてよみがえらせた。
弓シロー（ゆみ シロー）
さやかの弟。甲児がさやかを訪ねたときは「オレの弟の方がいいんじゃねーの」と言われた。
剣鉄也（つるぎ てつや）
本作ではHSF所属の元航空自衛官として登場する。髪型はハネが無くなりおとなしくなった。銃器のエキスパートでもあり、Zマジンガーに飛行能力を与えるMR-II（IIはローマ数字の2）のパイロットでもある。
MR-IIとZマジンガーの初合体時には甲児の緊張をジュンのジョークを利用して解すなど、よき兄貴分。
炎ジュン（ほのお ジュン）
本作では人前でも鉄也に抱きつくなど完全に恋人であり、HSFの格闘技教官となっている。オレンジ色の逆立ったショートカットに褐色の肌、やたら露出度の高い衣装という大幅なイメージチェンジが図られている。Zマジンガーに乗ることになった甲児に格闘を教える。お色気がらみのジョークを好む。アフロディアA登場後は飛行サポートマシン、Aウィングのパイロットとなる。
棒田進（ぼうだ すすむ）
甲児の高校の柔道部主将であり甲児の親友。愛称はボス。身体は筋肉質であり筋骨隆々のたくましい姿に変わっているが、性格は相変わらずで、ジュンと甲児の格闘技訓練に混ざるなどなぜかHSFに入り浸っている。
棒田刑事（ぼうだ）
ボスの兄貴。名前不詳。
ムチャ
甲児・ボスと同じ高校に通う友人。ボスとつるんでいることが多いが、対等な口調で話すなど、本作では「子分」というイメージは薄くなっており、体格も甲児と同程度である。
抜田（ぬけた）
Z神が眠っていた遺跡発掘に当たっていた考古学教授。博士キャラらしく白衣にパイプをくわえ、頭頂部のはげた容姿。
Dr.地獄（ヘル）
本作でのDr.地獄は、すでに機械獣と合体しヘル・ギガンテスと呼ばれており、超次元宇宙オリンポスの機械神に仕える存在として描かれている。白髪に髭は変わらずだが、オールバックの長髪で老齢とは思えない肉体を誇る。目にはメカニックなゴーグルを装着。背中のパイプで巨大ロボットとつながりパイプを伸ばしての行動が可能。ギガンテスにキャノピーは無く、すでに肉体のほとんどが機械化されているものと思われる。
あしゅら男爵
本作では男女の合体ではなく、半身がむき出しの機械となった男性と女性のあしゅら男爵が個別に存在している。また、左右の組み合わせで4人のあしゅら男爵（右：男性+左：機械、左：男性+右：機械、右：女性+左：機械・左：女性+右：機械）が存在している。この半身は機械同士、人間体同士の合体も可能であり機械部分も別人格を持っている。ヘル・ギガンテスの忠実な僕であり、月の基地では両肩に台座のある巨人メカに2体（右：男性+左：機械。左：女性+右：機械）で乗っている。
鉄仮面
あしゅら配下の兵士。鉄仮面の下は透明なフードに覆われた脳がある。改造された人間であり、本作の機械獣は改造用に人間をさらう目的でやってくる。

### 機械神
機械の身体を持つ地球とは別次元の生命体。人間に似た姿をしているため、元は人間に近い生命体であったが優れた科学力を用いて改造、もしくは進化したと考えられている。アフロディアによれば装甲金属は心に反応し硬くも柔らかくもなるという。心を持つ存在のためキャラクターの項で解説。
Z神（ゼウス）
超次元宇宙オリンポスの神々の帝国（ゴッズ・エンパイア）でも一目置かれていた機械神。その高い戦闘能力は神の中の神とまで呼ばれた。4千年以上前、オリンポスが地球を蹂躙しようとした際、帝国に反旗を翻す。地球を守り抜いたものの深手を負い、地中に埋もれていた。頭部のコクピットにはサイボーグ化されたような精神体（作中登場時は既に機能を停止していた）が確認できるが、顔が表皮で覆われ人間同様に表情が変化し、目には瞳も存在した。鎧を着ていたが度重なる戦闘での劣化と、Z神本体の心が失われたため剥離。後にZマジンガーの装甲として再利用されたため、元の姿とはまったく異なる外観となった。微弱だが重力を軽減できる。
アフロディア
オリンポスの美神と呼ばれる女性型機械神。Z神とは旧知の間柄であり、4千年前には遠い別の宇宙にいたためZ神を救えず悔やんでいた。再度の地球侵略に際し、Z神の意志を継ぎ戦うことを決意。オリンポスからは裏切り者として狙われることとなる。白銀の鎧に身を包む巨大な女性そのものの姿をしている。シルバーブロンドの髪と半分肌色の顔があり太もも・腰・二の腕なども肌色をしている。Z神同様に頭部には精神体が搭乗していた。精神体の超能力で空を飛び、胸が開き九連装のランチャーからミサイルを発射する。大神ポセイドンの娘。アレスの催眠により甲児を襲うさやかを止めようとサイコクラッシャーを浴び、精神を破壊され、さやかに自身の体を託し絶命する。
アイアース
機械将軍を自称する武神。超振動電磁シャワーを発する盾と重力を操る二又の槍を持つ。剣闘士のような鎧姿で両肩には武器ともなるライオンの頭部を備えている。
イカロス
空中戦を得意とする機械神。ミサイルを撹乱する能力を持ち高速で飛行する機械獣を率いている。ゼウスブレードに叩き斬られた。
パエトーン
大神アポロンの息子。アフロディアに想いを寄せている。Z神の意思を継ぎオリンポスを裏切った彼女を振り向かせるため、アポロンの太陽の戦車（チャリオット・オブ・ソル）を用いてZマジンガーと戦う。しかし、太陽の戦車がアポロンではなくヘリオスの武器だと見抜かれ、逆上の末、太陽の戦車の制御装置を破壊され自滅する。
ポセイドン
オリンポス12神の1人。アフロディアの父にあたる。海神の星ポセイドニオスの統治者であり、オリンポスでも高位の機械神。アフロディアの裏切りを知り機械神獣ヒュドラを差し向ける。本心では娘であるアフロディアを案じていたが、オリンポス12神という立場ゆえ、その心情を露呈させず一人涙するシーンもあった。
アドニス
アフロディアを愛する美童神。男性格の機械神にも好かれている少年型機械神。機械神獣ヒュドラの脅威からアフロディアを救うべく機械神馬ペガサスを届けるが、ヒュドラによってもろともに破壊される。
アレス
軍神であり、オリンポス12神の1人。強大な戦闘能力を持つ。アドニスの死に激昂しZマジンガーに挑んだ。さやかに催眠をかけ甲児と戦わせることでアフロディアの地球人への想いを断ち切ろうとした。結果、アレスが放った機械神の精神体のみを屠るサイコクラッシャーを浴びアフロディアは絶命してしまう。野心が強く、その後も三大神の地位を狙いハデスの邪魔をした。
アルテミス
月と狩りの女機械神。アフロディアとは互いを認め合うライバルだったが、地球人に肩入れしあまつさえそのボディーを託したことに納得せず、地球へ襲来しアフロディアを操る弓さやかと戦った。しかし、Zマジンガーの苦戦が気がかりで思い通り戦えないさやかの意思を悟り「これでは勝っても納得出来ん」と再戦を約束し、さやかを甲児の元に向かわせた。弓を得意としておりアレスの妨害で暴走したケルベロスを倒す手助けをした。
ウラノス
オリンポスの中心である大帝神。オリンポスは別次元の宇宙で戦争に明け暮れており、その軍事戦略の一環として地球侵略が計画された。
ガイア
ウラノスを補佐する機械母神。
ハデス
地球の存在する次元を管轄する機械神。Dr.地獄をヘル・ギガンテスに改造し、地球侵略の尖兵としている。須弥山宇宙との戦争の足がかりに機械神獣ケルベロスを投入し地球を手に入れようと目論む。しかし、Z神とアフロディア、その意志を受け継いだZマジンガーとアフロディアA、更には三大神の地位を狙うアレスの妨害に阻まれ、部隊は大きな損害を受けやむなく撤退した。

## 登場メカ
Zマジンガー（ゼットマジンガー）
Z神のボディーを再利用して作られた機械の魔神。Z神が鎧としていた金属で装甲を施す際、弓教授とHSFスタッフにより改造が行われた。一部「グレートマジンガー」の要素を加えたマジンガーZのアップデート版といったデザインであり、劇中ではかなりスピード感あふれるメカとして描かれている。Z神の頭部コクピットは据え付け式だったが、Zマジンガーへの改修の際、ブレーン・ホークという小型飛行体に換えられている。Z神の項でも触れたが、微弱だが重力を軽減できる為、海などの水上を歩行したり、ブースター類による補助無しで高いジャンプが可能。
主な武装
ゼウスブレード
Z神と同じく背臼山の地下遺跡から発見された、Z神専用の大剣。甲児の台詞から、長さは「20メートルぐらい」。アフロディア曰く、Z神は様々な武術に精通しており、槍や金剛杖なども使いこなしたとの事。
Zビーム
目から発射する破壊光線。
ロケットパンチ
Z神の頃からの武装。元の名称は不明。
Zバード
胸の装甲板が分離し誘導攻撃を行なうZの分身。この武器の所為かは不明だが、マジンガーZのブレストファイヤーに当る武器は登場しなかった。
ルストサイクロン
口にあたるスリットから放つ金属を溶かす風。
MR-II（Z（ゼット）スクランダー）
剣鉄也の操縦する大型戦闘機。ゼウスブレードを格納でき、Zマジンガーと合体し空を飛ぶ。Zマジンガーの重力軽減機能を活かし合体時の負荷を減らしている。コクピットは分離せず、背後からの攻撃に備え6門の機関砲を装備している。実験機MR-IIと呼ばれていたが合体試験が成功したためZスクランダーと呼ばれるようになった。
ブレーン・ホーク
Zマジンガーのコクピットになる飛行体。こうもりを彷彿させる大型の翼を持ち、その付け根にはVTOL用のホバーファンが備わっている。翼を90度上方にたたんでZマジンガーと合体する。翼の先端は原典のグレートマジンガー同様、頭部に角のようにそそり立ち、マジンガーZとの大きな外観の違いになっている。

アフロディアA（アフロディアエース）
アレスによってアフロディアの精神体が死を迎えた際、弓さやかに託されたアフロディアのボディーを改修し作られた機械の女神。頭部に弓さやかが乗り込みアフロディアと変わらぬ戦闘力を発揮する。外見はZマジンガーと違い大きな変化はなく、瞳と背中のマントがなくなっている程度。
主な武装
アフロディアミサイル（おっぱいミサイル）
胸から発射するミサイル。アフロディアと同じく、胸の蓋が開いて出現する九連装ランチャーから小型ミサイルを放つ。
名称不明の剣
アフロディアの剣。腰にさしており、柄のボタンを押すと光よりも重いバルゴン粒子（架空の物質）を放出する。
A（エース）ウィング
炎ジュンの操縦する大型戦闘機。アフロディアAと合体し空を飛ぶ。
ブレーン・バード
アフロディアAのコクピットになる飛行体。直立した状態でパイロットも直立のまま飛行し合体する。単体での飛行能力は高くなく、戦闘には不向きである。

凄ノ王（スサノオ）
HSFが総力をあげて開発した海底戦艦。アフロディアがもたらした科学力と機械獣の残骸を再利用して作られた船体はまさに超戦艦である。機械神獣ヒュドラにダメージを与えた。艦長は朱紗真次（すさ しんじ）。
艦長の真次共々、作者の別作品『凄ノ王』からのセルフパロディ。
機械獣
機械神の陰に隠れて単なるヤラレ役で終わっており名前などはないことが多い。ヒュドラやペガサスのような特別な機械神獣と呼ばれる機体も存在している。

## 単行本
講談社KCDXより刊行、全5巻。
1. 1999年3月15日発売[2]、ISBN 978-4-06-334046-4
2. 1999年7月14日 発売[3]、ISBN 978-4-06-334096-9
3. 2000年1月14日発売[4]、ISBN 978-4-06-334275-8
4. 2000年5月11日発売[5]、ISBN 978-4-06-334302-1
5. 2000年12月13日発売[6]、ISBN 978-4-06-334358-8

小池書院キングシリーズ 漫画スーパーワイドより再刊行、全3巻。
1. ISBN 978-4-86225-506-8
2. ISBN 978-4-86225-513-6
3. ISBN 978-4-86225-514-3

講談社KCDX、2013年の新装版、全4巻。
1. 2013年2月6日発売[7]、ISBN 978-4-06-376777-3
2. 2013年3月6日発売[8]、ISBN 978-4-06-376798-8
3. 2013年4月5日発売[9]、ISBN 978-4-06-376805-3
4. 2013年5月2日発売[10]、ISBN 978-4-06-376817-6